# 105. østlige længdekreds
Den 105. østlige længdekreds (eller 105 grader østlig længde) er en længdekreds, der ligger 105 grader øst for nulmeridianen. Den løber gennem Ishavet, Asien, det Indiske Ocean, det Sydlige Ishav og Antarktis.